# Untermensch

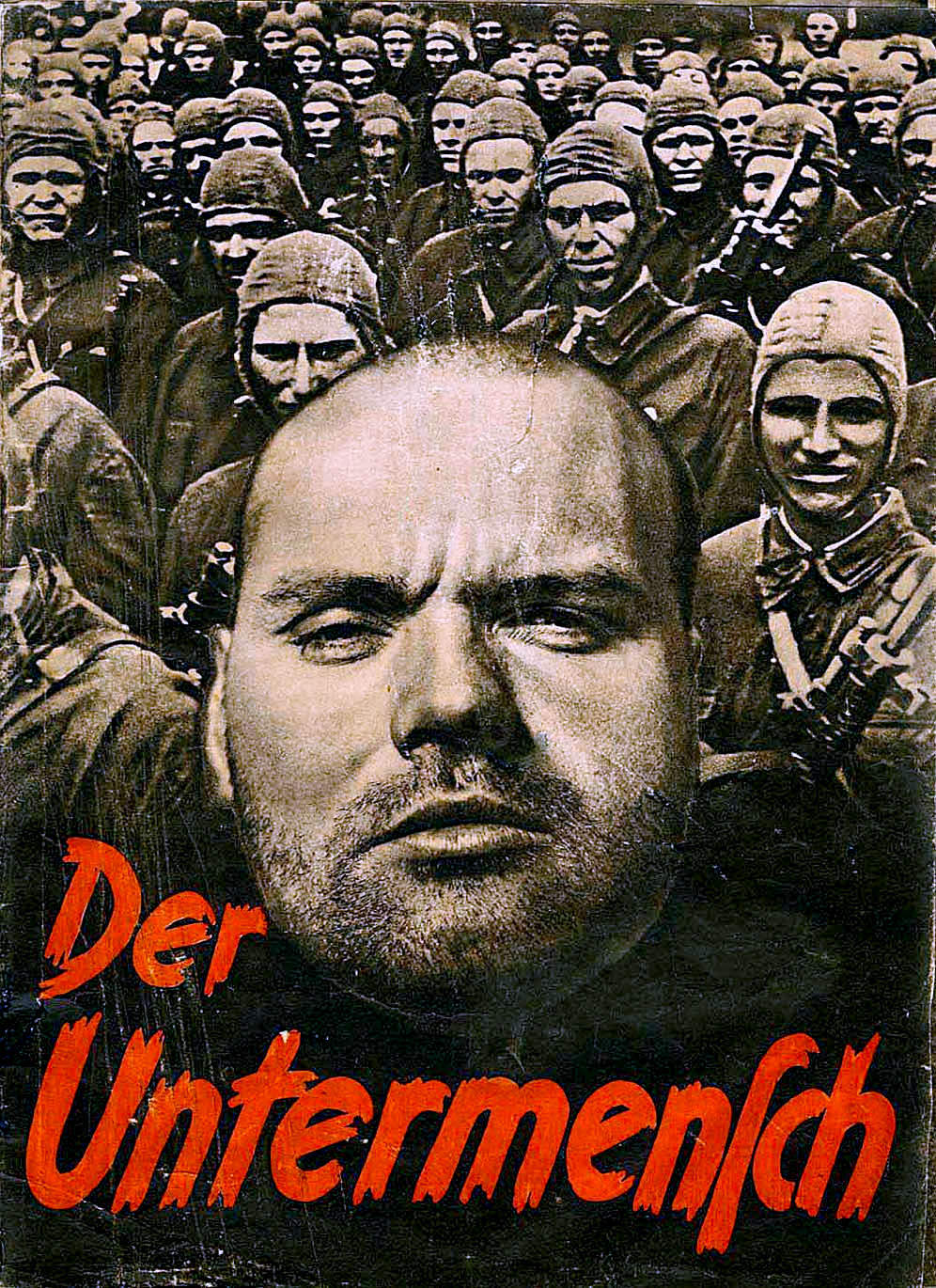
Folleto de propaganda nazi Der Untermensch (El subhumano), de 1942.

Untermensch («infrahombre» o «subhumano» en alemán) es un término nazi para personas no arias que ellos consideraban inferiores, las cuales eran referidas a menudo como "las masas del Este", que eran los judíos, gitanos y eslavos (sobre todo polacos, ucranianos, serbios y posteriormente también rusos). El término fue aplicado también a los mulatos y los negros. Los judíos, polacos y gitanos, junto con los discapacitados físicos y mentales, así como los homosexuales y los disidentes políticos y, en raras ocasiones, los prisioneros de guerra de los ejércitos aliados occidentales de la Segunda Guerra Mundial fueron exterminados. De acuerdo con el Plan General del Este, la población eslava de Europa del Este sería reducida en parte a través asesinatos en masa y la mayoría sería expulsada a Asia y usada como mano de obra esclava en el Tercer Reich. Este concepto tuvo un papel importante en la política racial nazi.

## Etimología
Se considera generalmente que el término "subhumano" fue acuñado por los nazis, pero esta creencia es incorrecta porque el término "subhumano" fue usado por primera vez por el escritor estadounidense del Ku Klux Klan Lothrop Stoddard en el título de su libro de 1922 La revuelta contra la civilización: la amenaza del subhumano. Stoddard aplicó el término a aquellos que consideraba inútiles para tener funciones en la civilización, lo que generalmente (pero no complemente) atribuyó a la raza. Los nazis adoptaron el término del título de la edición alemana de 1925 de este libro.

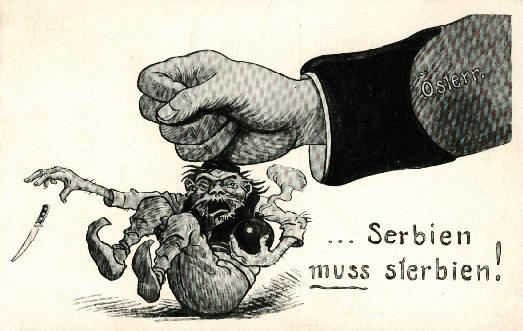
Un cartel de propaganda austrohúngara realizado durante la Primera Guerra Mundial con un lema que rima y que significa "¡Serbia debe morir!". Imágenes como esta son representativas de las actitudes sociales que subyacen el concepto de untermensch.

La palabra alemana untermensch fue usada en periodos anteriores, pero no había sido usada en un sentido racial. Por ejemplo, fue usada en la novela de 1899 Der Stechlin por Theodor Fontane. El líder nazi que atribuyó el concepto de "subhumano" de Stoddard a los europeos del Este fue Alfred Rosenberg, el cual escribió en su libro Der Mythus des zwanzigsten Jahrhunderts (1930) que los comunistas rusos eran "el tipo de ser humano que Lothrop Stoddard ha llamado subhumano".
Es posible que Stoddard construyese el término "subhumano" como opuesto al concepto de superhombre (übermensch en alemán) de Friedrich Nietzsche. Stoddard no dice esto explícitamente pero se refiere a la idea del superhombre al final de su libro (en la página 262). Los juegos de palabras con el término de Nietzsche parecen haberse utilizado repetidamente ya en el siglo XIX y, debido a la característica lingüística alemana de poder combinar prefijos y raíces casi a voluntad para crear nuevas palabras, este desarrollo puede considerarse lógico. Por ejemplo, el autor alemán Theodor Fontane contrasta el par de palabras übermensch/untermensch en el capítulo 33 de su novela Der Stechlin. Nietzsche usó el término untermensch al menos una vez en contraste con übermensch en Die fröhliche Wissenschaft (1882). Entre primeros ejemplos del uso de untermensch está el del escritor romántico Jean Paul, que usó el término en su novela Hesperus (1795) refiriéndose a un orangután (capítulo 8. "Hundposttag").

## Propaganda nazi y política
En un discurso dado en el parlamento regional de Baviera en 1927, el propagandista nazi Julius Streicher, editor de Der Stürmer, usó el término untermensch para referirse a los comunistas de la República Soviética de Baviera.

Pasó en tiempo de la República Soviética [de Baviera]: cuando los infrahumanos desatados deambulaban asesinando por las calles, los diputados se escondieron detrás de una chimenea en el parlamento bávaro.

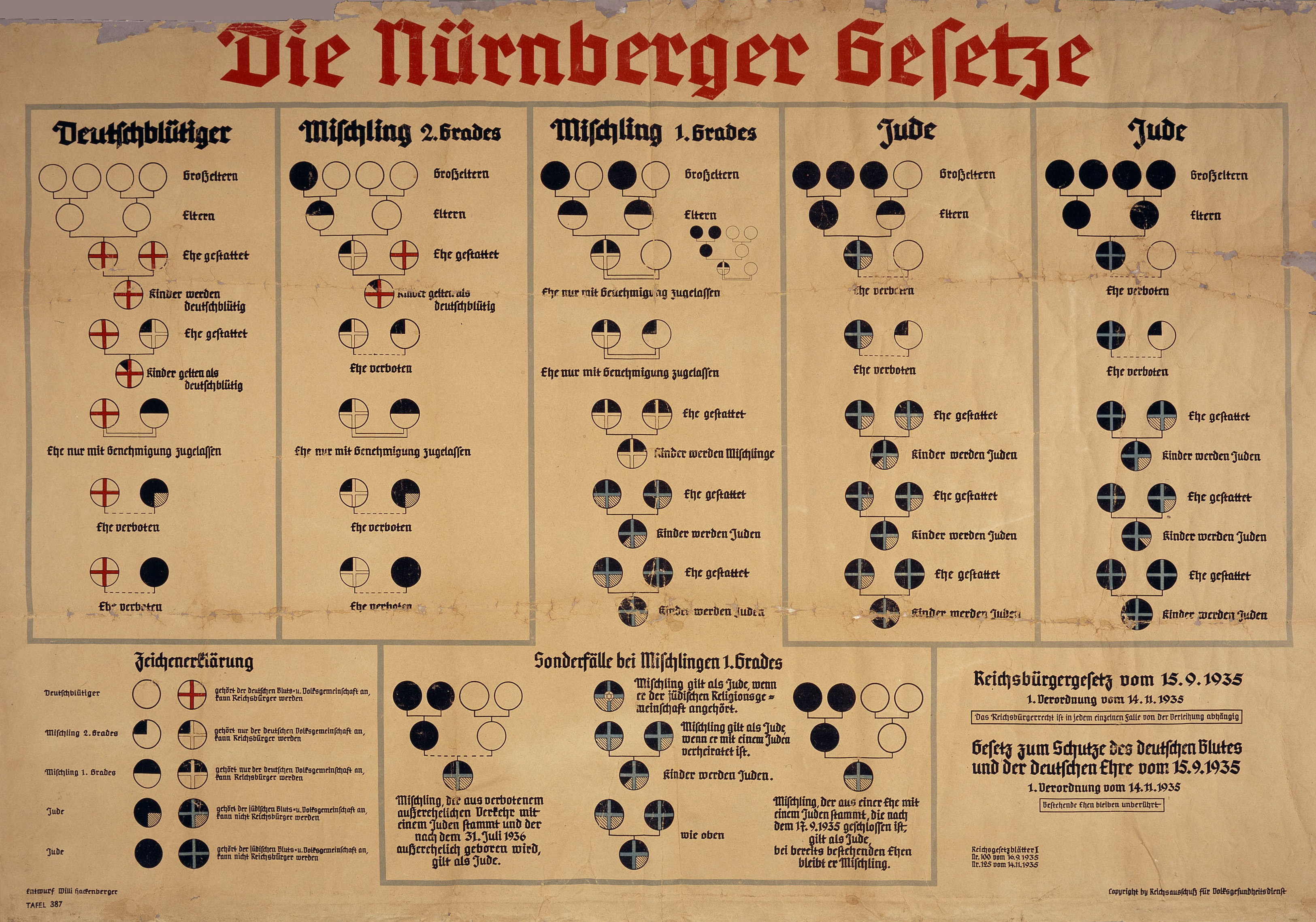
Un gráfico para ilustrar las leyes de Núremberg introducidas en 1935.

Los nazis usaron el término untermensch repetidamente en escritos y discursos que dirigieron contra los judíos. El ejemplo más notorio de esto fue una publicación de 1942 de la SS con el título Der Untermensch, que contiene una diatriba antisemita que se ha considerado algunas veces un extracto de un discurso de Heinrich Himmler. En el panfleto Las SS como una Organización de Lucha Anti-Bolchevique, publicado en 1936, Himmler escribió:  

Nosotros deberíamos tener cuidado de que nunca más en Alemania, el corazón de Europa, pueda encenderse la revolución judeo-bolchevique de los subhumanos ya sea desde dentro o a través de emisarios desde fuera

En el discurso "El peligro mundial del bolchevismo", de 1936, Joseph Goebbels dijo que los "subhumanos existen en todos los pueblos como agente leudante". En el mitin del partido nazi del congreso de Núremberg de 1935, Goebbles también declaró que el "bolchevismo es la declaración de guerra de los subhumanos internacionales liderados por los judíos contra la cultura en sí misma".
Otro ejemplo de uso del término untermensch, esta vez en conexión con la propaganda antisoviética, es un folleto titulado "Der Untermensch", editado por Himmler y distribuido por la Oficina de Raza y Asentamiento de las SS. El SS-Obersturmführer Ludwig Pröscholdt, Jupp Daehler y el SS-Hauptamt-Schulungsamt Koenig estuvieron relacionados con su producción. Fue publicado en 1942, tras el comienzo de la Operación Barbarroja, que fue la invasión alemana de la Unión Soviética. Tiene unas 50 páginas y la mayor parte contiene fotos que retratan al enemigo de una forma extremadamente negativa. Se imprimieron 3 860 995 copias en alemán. Fue traducido al griego, francés, neerlandés, danés, búlgaro, húngaro, checo y a otros siete idiomas. El folleto dice lo siguiente:

Así como la noche se levanta contra el día, la luz y la oscuridad están en eterno conflicto. Así también, lo subhumano es el mayor enemigo de la especie dominante en la tierra, la humanidad. El subhumano es una criatura biológica, creada por la naturaleza, que tiene manos, piernas, ojos y boca, incluso la apariencia de un cerebro. Sin embargo, esta terrible criatura es solo un ser humano parcial.

Aunque tiene características similares a las de un humano, el subhumano está más bajo en la escala espiritual y psicológica que cualquier animal. Dentro de esta criatura se encuentran pasiones salvajes y desenfrenadas: una incesante necesidad de destruir, llena de los deseos más primitivos, caos y villanía despiadada.
¡Un subhumano y nada más!
No todos los que parecen humanos lo son de hecho. ¡Ay del que lo olvide!

Mulatos y bárbaros finlandeses-asiáticos, gitanos y salvajes de piel negra conforman este moderno submundo de infrahumanos que siempre está encabezado por la aparición del eterno judío.

## Tipos de subhumanos
Los nazis dividían a las personas que consideraban subhumanos en diferentes tipos. Daban prioridad al exterminio de los judíos y a la explotación de los otros como esclavos.
El historiador Robert Jan van Pelt escribe que para los nazis, "fue solo un pequeño paso hacia una retórica que enfrentaba al mensch europeo contra el untermensch soviético, que había llegado a significar un ruso en las garras del judeo-bolchevismo.
El concepto de untermensch incluía a los judíos, los gitanos y a los eslavos, como los polacos, los ucranianos, los serbios y los rusos. Los eslavos eran considerados "untermenschen", apenas aptos para la explotación como esclavos. Hitler y Goebbels los compararon con la "familia de los conejos" o con los "animales estólidos" que estaban "ociosos" y "desorganizados" y se extendían como una "ola de inmundicia". Sin embargo, se consideró que algunos de los eslavos que tenían rasgos raciales nórdicos tenían ascendencia germánica distante, lo que significaba un origen parcialmente "ario" y, si tenían menos de 10 años, debían ser alemanizados.
Los nazis despreciaban completamente a los eslavos, ya que incluso antes de la Segunda Guerra Mundial, se consideraba que los eslavos, en particular los polacos, eran inferiores a los alemanes y otros arios. Después de que Adolf Hitler ganase el poder político en Alemania, se desarrolló el concepto de "material esclavo subhumano" no ario y comenzó a usarse también con otros pueblos eslavos. Polacos y serbios estaban en lo más bajo de la jerarquía eslava establecida por los nazis. Poco después de que expirase el Pacto Ribbentrop-Mólotov, los rusos también empezaron a ser vistos como "subhumanos". De forma similar, los bielorrusos, los checos, los eslovacos y los ucranianos fueron considerados inferiores.
Sin embargo, había eslavos como los bosnios, los búlgaros y los croatas que colaboraron con la Alemania nazi. Estos no eran percibidos como lo suficientemente "puros" racialmente para alcanzar el estatus de los pueblos germánicos, aunque eran considerados étnicamente mejores que otros eslavos, sobre todo debido a teorías de que estas naciones tenían una mínima cantidad de genes eslavos y una considerable mezcla de sangre alemana y túrquica.
En orden a forjar una alianza estratégica con el Estado Independiente de Croacia (un estado títere creado después de la invasión de Yugoslavia y el Reino de Bulgaria) los nazis se desviaron de una interpretación estricta de su ideología racial y los croatas fueron oficialmente descritos como "más germánicos que eslavos", una noción apoyada por el dictador fascista croata (de la Ustacha) Ante Pavelić que mantenía que los "croatas eran descendientes de los antiguos godos" y que "les habían impuesto la idea paneslávica de forma artificial". Sin embargo, los nazis continuaron clasificando a los croatas como "subhumanos" a pesar de la alianza. Hitler también consideraba a los búlgaros originalmente turcomanos.
Con la solución final a la cuestión judía y el Plan General del Este los nazis llevaron a cabo un democidio con decenas de millones de víctimas.
En la directiva n.º 1306 del Ministerio de Ilustración Pública y Propaganda del Reich del 24 de octubre de 1939, el término untermensch se usa en referencia a la etnia y cultura polacas, de la siguiente manera:

Debe quedar claro para todos en Alemania, incluso para la última lechera, que la polaquería es igual a la subhumanidad. Polacos, judíos y gitanos están en el mismo nivel inferior. Esto debe estar claramente delineado [...] hasta que todos los ciudadanos de Alemania tengan codificado en su subconsciente que todos los polacos, ya sean trabajadores agrícolas o intelectuales, deben ser tratados como alimañas.

Las clases de biología en las escuelas de la Alemania nazi enseñaban sobre las diferencias entre la raza de los übermenschen alemanes nórdicos y los "innobles" judíos y eslavos "infrahumanos". La opinión de que los eslavos eran infrahumanos estaba muy extendida entre las masas alemanas y se aplicaba principalmente a los polacos. Continuó encontrando apoyo después de la guerra.
Durante la guerra, la propaganda nazi instruyó a los oficiales de la Wehrmacht para que les dijeran a sus soldados que atacaran a las personas que consideraba "infrahumanos bolcheviques judíos" y también afirmó que la guerra en la Unión Soviética se estaba librando entre los alemanes y los judíos, gitanos y eslavos untermenschen.
Como forma pragmática de resolver la escasez de mano de obra militar, los nazis utilizaron soldados de algunos países eslavos, en primer lugar de los aliados del Reich, Croacia y Eslovaquia así como dentro de los territorios ocupados. El concepto de que los eslavos en particular fueran untermenschen sirvió a los objetivos políticos de los nazis; se utilizó para justificar su política expansionista y especialmente su agresión contra Polonia y la Unión Soviética para conquistar el Lebensraum. Los primeros planes del Reich alemán (resumidos como el Plan General del Este) imaginaban la limpieza étnica y la eliminación de no menos de 50 millones de personas, que no fueron consideradas aptas para la alemanización, de territorios que querían conquistar en Europa: la tierra negra (chernozem) de Ucrania fue considerada particularmente deseable para la colonización por la raza superior (herrenvolk).